# Jerzy Pomianowski (pisarz)
Jerzy Pomianowski, pierwotnie Jerzy Birnbaum (ur. 13 stycznia 1921 w Łodzi, zm. 29 grudnia 2016 w Krakowie) – polski prozaik, eseista, ekspert do spraw historii Europy Wschodniej, krytyk teatralny, scenarzysta filmowy, tłumacz literatury pięknej z języka rosyjskiego i niemieckiego.

## Życiorys
Urodził się w zasymilowanej rodzinie żydowskiej, jako syn Stanisława Birnbauma (zm. 1959), technika włókiennika, i Janiny z domu Kliger (zm. 1960), nauczycielki języka polskiego; był wnukiem chazana i kompozytora Abrahama Bera Birnbauma (1865–1923) oraz bratankiem aktorki Heleny Gruszeckiej (1901–1982) i publicysty Mieczysława Birnbauma (1889–1940). Rodzina Birnbaumów zmieniła nazwisko na Pomianowski po II wojnie światowej.
Debiutował w 1937 (pod pseudonimem Dyonizy Aczkolwiek) w „Próbach”, pierwsze fraszki i przekłady literackie zamieszczał w „Szpilkach”, był także felietonistą pisma „Młodzi idą” (organ Organizacji Młodzieży Towarzystwa Uniwersytetu Robotniczego OM TUR). W 1938 zdał maturę w Polskim Gimnazjum Społecznym w Łodzi (języka polskiego uczył go Mieczysław Jastrun, chodził do klasy m.in. z Jerzym Jochimkiem). Rozpoczął studia filozoficzne na Uniwersytecie Warszawskim (seminarium Tadeusza Kotarbińskiego).
Po wybuchu II wojny światowej uciekł do radzieckiej strefy okupacyjnej. Został zwerbowany do pracy w kopalni w Donbasie. Po napaści III Rzeszy na Związek Radziecki w 1941 wyjechał do Tadżykistanu, gdzie rozpoczął studia medyczne w Stalinabadzie; pracował w prosektorium.
W latach 1944–1946 redaktor PAP Polpress w Moskwie. Publikował m.in. w „Nowych Widnokręgach” (organie Związku Patriotów Polskich). W 1946 jako repatriant wrócił do Polski. Wstąpił do PPR. W tym samym roku wyjechał do ZSRR jako korespondent prasowy. W 1947 ukończył I Instytut Medyczny w Moskwie.
W latach 1947–1951 był kierownikiem Samodzielnego Referatu Prasy i Propagandy Zdrowia w Ministerstwie Zdrowia (u ministra Tadeusza Michejdy). W latach 1951–1958 kierownik działu teatralnego tygodnika „Nowa Kultura”, a w latach 1953–1957 wykładowca na Wydziale Dziennikarstwa Uniwersytetu Warszawskiego. Publikował m.in. w tygodniku „Świat”. W latach 1958–1961 kierownik literacki Teatru Narodowego za dyrekcji Wilama Horzycy i Władysława Daszewskiego, następnie w latach 1961–1968 zespołu filmowego Syrena.
W 1966 wystąpił z PZPR, po proteście przeciwko wyrzuceniu z niej prof. Leszka Kołakowskiego.

### Lata emigracji
W lutym 1969 na fali antysemickiej kampanii, która była następstwem wydarzeń marcowych, pozbawiony pracy i możliwości druku, wyjechał do Włoch. W latach 1969–1970 wykładał na Akademii Teatralnej (Accademia nazionale d'arte drammatica) w Rzymie. Stypendysta włoskiego MSZ w Rzymie (1971–1973). Od 1974 profesor nadzwyczajny literatury polskiej na Uniwersytecie w Bari, Florencji i Pizie. Był współpracownikiem pism francuskich i włoskich oraz doradcą oficyny E/O (wydawcy wielu polskich dzieł). Współpracował z paryską „Kulturą”, tłumacząc dla Instytutu Literackiego w Paryżu (pod pseudonimem Michał Kaniowski) dzieła dysydentów rosyjskich, takich jak Andriej Sacharow i Aleksandr Sołżenicyn (m.in. trzytomowy Archipelag Gułag, nadawany też przez Rozgłośnię Polską Radia Wolna Europa). Tłumaczył także inne utwory literatury rosyjskiej i radzieckiej: Izaaka Babla, Michaiła Bułhakowa, Antoniego Czechowa, Eugeniusza Szwarca, Lwa Tołstoja, Anny Achmatowej, Osipa Mandelsztama, Leonida Martynowa, a także języka niemieckiego: m.in. Ericha Kästnera, Klabunda i Ericha Mühsama.

### Powrót do Polski

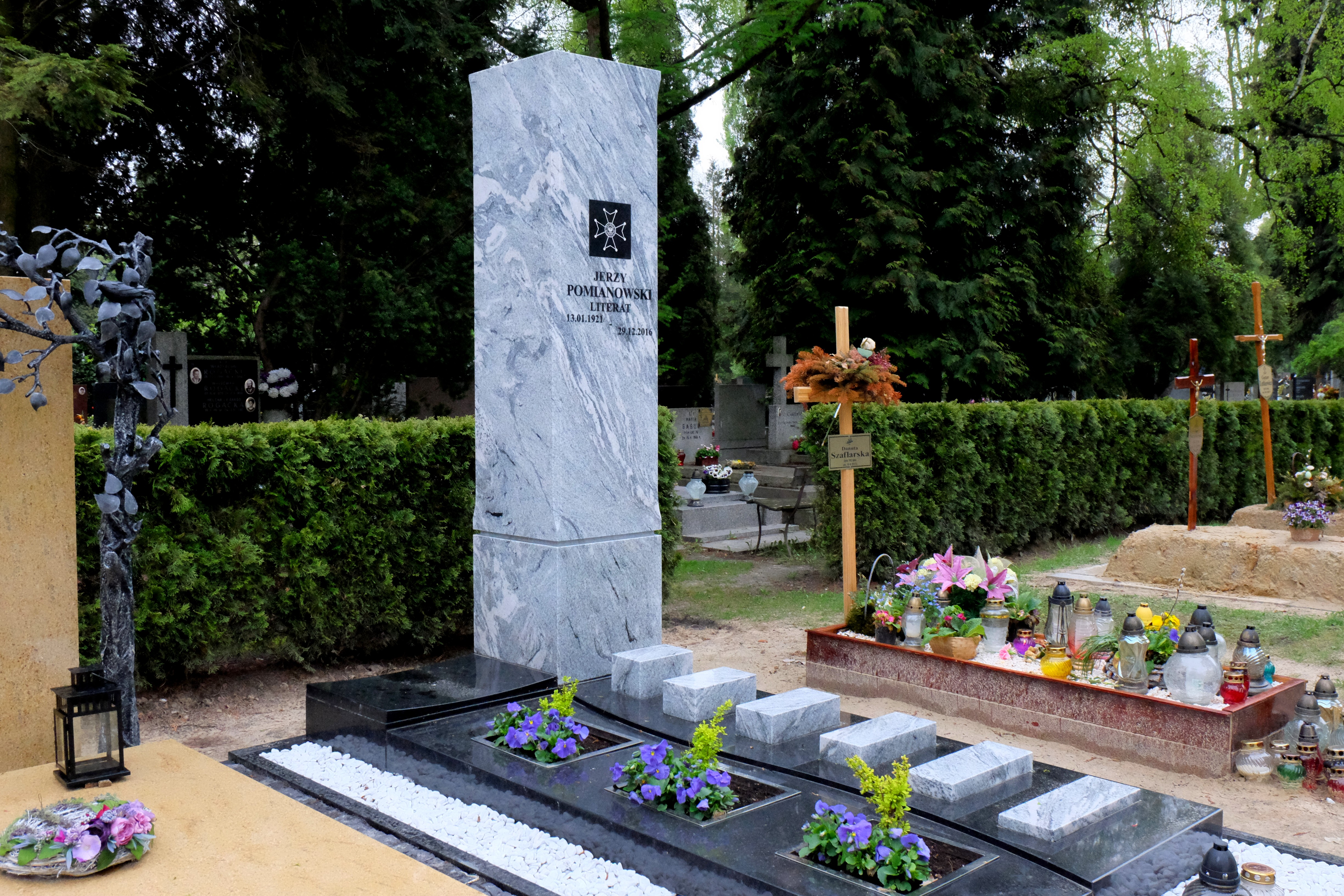
Grób Jerzego Pomianowskiego

Do Polski wrócił w 1994. Współpracował z „Tygodnikiem Powszechnym”, „Gazetą Wyborczą” i „Rzeczpospolitą”. Z inspiracji Jerzego Giedroycia założył w 1999 i redagował miesięcznik „Nowaja Polsza”. Przez kilka lat jego sekretarką była Sylwia Frołow.
Członek ZPL, Stowarzyszenia Pisarzy Polskich i Polskiego PEN-Clubu (od 1999 członek Zarządu), SFP, jeden z założycieli i prezes Unii Polskich Pisarzy Medyków (1967–1969).
Dwukrotnie żonaty (z Anną Rembacz, a następnie Aleksandrą Kurczab). Mieszkał w Krakowie i Warszawie.
Zmarł w Krakowie, pochowany 10 stycznia 2017 w Alei Zasłużonych na cmentarzu Wojskowym na Powązkach (kwatera G-tuje-29).

## Twórczość

### Proza
- Faryzeusze i grzesznik (komedia; wspólnie z M. Woliną; Czytelnik 1950)
- Z widowni. Seria I (szkice teatralne; Czytelnik 1953, 1955)
- Koniec i początek (powieść; Wyd. Ministerstwa Obrony Narodowej 1955, 1958, 1961, 1965)
- Więcej kurażu. Z widowni. Seria II (szkice teatralne; Czytelnik 1956)
- Sezon w czyśćcu. Z widowni. Seria III (szkice teatralne; Czytelnik 1960)
- Antrakt. Z widowni. Seria IV (szkice teatralne; Wyd. Artystyczne i Filmowe 1963)
- Doktor Antoni Czechow przyjmuje: widowisko komediowe(Ludowa Spółdzielnia Wydawnicza 1965)
- Babel (una monografia, La nuova Italia, Firenze 1973)
- Guida alla moderna letteratura polacca: con annessa Antologia di poeti polacchi contemporanei (przekład Paolo Statuti; Roma, Bulzoni 1973)
- Msza za miasto Arras (Messa per la citta di Arras) A. Szczypiorski (opracowanie J. Pomianowski, tł. Claudio Madonina, Europa Orientalis, 1983)
- Zeznanie (pod. ps. Michał Kaniowski, Warszawa: Res Publica, 1989)
- Sodoma i Odessa: wariacje, domysły i piosenki na temat opowiadań odeskich (Czytelnik 1993, ISBN 83-07-02177-4)
- Biegun magnetyczny (eseje, Warszawa: Krąg 1995)
- Ruski miesiąc z hakiem (Wyd. Dolnośląskie 1997, ISBN 83-7023-582-4)
- Na wschód od Zachodu: jak być z Rosją? (Rosner & Wspólnicy 2004, ISBN 83-89217-58-9)
- Wybór wrażeń (Wyd. UMCS 2006)
- К Востоку ot Zapada. Очерки [K Wostoku ot Zapada. Oczerki] (Moskwa, Wyd. MIG 2006, ISBN 978-5-87902-084-7)

### Przekłady
- Płody edukacji L.Tołstoj (Reż. W.Krzemiński, Teatr im. J.Słowackiego, Kraków, 1952)
- Żywy trup L.Tołstoj (Reż. A. Gąssowski, Teatry Dramatyczne, Teatr Polski, Poznań, 1954)
- Człowiek i cień E. Szwarc (Reż. A. Witkowski, Teatry Dramatyczne, Teatr Polski, Wrocław, 1959)
- Baśń o zmarnowanym czasie E. Szwarc (Reż. W. Dobromilski, Teatr Lalek „Pleciuga”, Szczecin, 1963)
- Dwa klony E. Szwarc (Reż. J. Ziemińska, Teatr Ziemi Krakowskiej im. L. Solskiego, Tarnów, 1963)
- Zmierzch I. Babel (Reż. B. Korzeniewski, Teatr Ateneum im. S. Jaracza, Warszawa, 1967)
- O szkodliwości palenia tytoniu Antoni Czechow (Reż. J. Antczak, Teatr Telewizji 1971)
- Potęga ciemnoty L. Tołstoj (Reż. E. Axer, Teatr Współczesny Warszawa, 1971)
- Szkarłatna wyspa M. Bułhakow (Wydawnictwo Krąg, Warszawa 1981)
- Przed sklepem jubilera (La botega dell’orefice) Karol Wojtyła (Tł. wspólnie z Aleksandrą Kurczab, Citta del Vaticano: Libr. Ed. Vaticana, 1986)
- Archipelag GUŁag. 1918-1956. Próba analizy literackiej (Tł. pod ps. Michał Kaniowski; wstęp: H. Boell, Przedr. z wyd.: Paryż: Instytut Literacki 1983; pierwsze pełne wyd. krajowe, Warszawa: Wydawnictwo „PoMOST” 1988)
- Historia jednego konia I. Babel (Wybór: Z. Fedecki; Warszawa: Czytelnik, 1988)
- Straszna noc i inne opowiadania A. Czechow (Wybór i wstęp René Śliwowski, tł.: Irena Bajkowska, J.Brzechwa, J.Brzechwa, J. Brzęczkowski, M. Dąbrowskaa, N. Gałczyńska, J. Iwaszkiewicz, Z. Kaczorowska, M. Mongirdowa, J. Pomianowski, A.Wat, J. Wyszomirski; Warszawa: Książka i Wiedza, 1989)
- Dziennik 1920 I. Babel (Warszawa: Czytelnik, 1990)
- Pietruszka według anonima rosyjskiego (Sztuka teatralna, adapt. Wł. Fełenczak. Reż. Wiesław Cichy, Teatr Lalki i Aktora im. A. Smolki, Opole 1991)
- Sodoma i Odessa Wariacje, domysły i piosenki na temat „Opowiadań odeskich” Izaaka Babla (Sodoma e Odessa. Variazioni drammatiche su un tema di Isaak Babael, tł. Riccardo Landau, P. Statuti, Firenze: Giuntina, 1992) – wydanie polskie: Warszawa, Czytelnik, 1993
- O szkodliwości tytoniu A. Czechow (Sztuka teatralna, reż. T. Zygadło, 1993)
- Molier, czyli zmowa świętoszków M. Bułhakow (Sztuka teatralna, reż. M. Wojtyszko, 1993)
- Szkarłatna wyspa Utwory dramatyczne M. Bułhakow (Tł.: W. Dąbrowski, I. Lewandowska, A. Mandalian, A. Minkowski, J. Pomianowski, E. Rojewska-Olejarczuk; Warszawa: Muza 1994)
- Czarnym słońcem oślepiony: Wiersze O. Mandelsztam (Wybór i wstęp Z. Jerzyna, tł.: S. Barańczak, Gina Gieysztor, Paweł Hertz, Mieczysław Jastrun, Kazimierz Andrzej Jaworski, Maria Leśniewska, Andrzej Mandalian, Artur Międzyrzecki, Seweryn Pollak, Jerzy Pomianowski, Jarosław Rymkiewicz, Włodzimierz Słobodnik, Wiktor Woroszylski, Bohdan Zadura; Warszawa: Wydawnictwo Bohdana Wrocławskiego 1994)
- Opowieści ucieszne opowiadania A. Czechow (Warszawa: Rytm, 1994)
- Portret własny: opowiadania I. Babel René Śliwowski (Wyd. Pomorze, Bydgoszcz 1994)
- Kontrabanda Wybór przekładów wierszem poezji rosyjskiej (Kraków: Oficyna Literacka, 1995)
- Krąg pierwszy A. Sołżenicyn (Tł. pod ps. Michał Kaniowski, Warszawa: Czytelnik 1996)
- Królowa matka M. Santanelli (Sztuka teatralna, reż. A. Glińska, Krakowski Teatr Scena STU, Kraków, 1997)
- Klonowi bracia E.Szwarc (reż. Jacek Popławski, Śląski Teatr Lalki i Aktora „Ateneum” Katowice, 2008)

### Scenariusze filmowe
- Godziny nadziei, (1955)
- Wiano (scenariusz, dialogi), (1963)
- Szkice warszawskie, (1969)

## Ordery i odznaczenia
- Krzyż Wielki Orderu Odrodzenia Polski (11 listopada 2005)[10]
- Krzyż Komandorski z Gwiazdą Orderu Odrodzenia Polski (4 lutego 1998)[11]
- Medal 10-lecia Polski Ludowej (19 stycznia 1955)[12]
- Odznaka honorowa „Zasłużony dla Kultury Polskiej” (1989)
- Złoty Medal „Zasłużony Kulturze Gloria Artis” (13 stycznia 2006)[13]
- Medal „Zasłużony dla Tolerancji” (2003)
- Medal ZAiKS-u (2009)[14]

## Nagrody
- Nagroda Państwowa II stopnia za realizację (autor scenariusza) filmu Godziny nadziei (1955)[15]
- Nagroda Ministra Kultury i Sztuki (za przygotowanie i wystawienie sztuki Mikołaja Pogodina Kremlowskie kuranty, 1962)
- Nagroda za literackie i sceniczne walory przekładu sztuki E. Szwarca Nagi król wystawionej w Teatrze im. Stefana Jaracza Olsztyn-Elbląg (Toruń – V FTPP 1963)
- Nagroda literacka ZAiKS-u dla tłumaczy literatury polskiej za granicą oraz literatur obcych na język polski (1988)[16]
- Nagroda Literatury na Świecie za najlepsze przekłady opublikowane w 1990 roku
- Nagroda Polskiego PEN-Clubu za wybitne osiągnięcia w dziedzinie przekładu za rok 1990
- Nagroda Stowarzyszenia Pisarzy Polskich (1994)
- Nagroda im. Juliusza Mieroszewskiego (1997)
- Nagroda Ambasady Polskiej w Moskwie za szczególne zasługi w budowaniu zaufania między społeczeństwami obu krajów (2001)
- Nagroda Przeglądu Wschodniego im. Aleksandra Gieysztora (2004)
- Nagroda „Rzeczpospolitej” im. Dariusza Fikusa za wieloletnie działania na rzecz dialogu między Polakami a Rosjanami (2005)
- Nagroda im. Jerzego Giedroycia (2006)